# Denis Healey

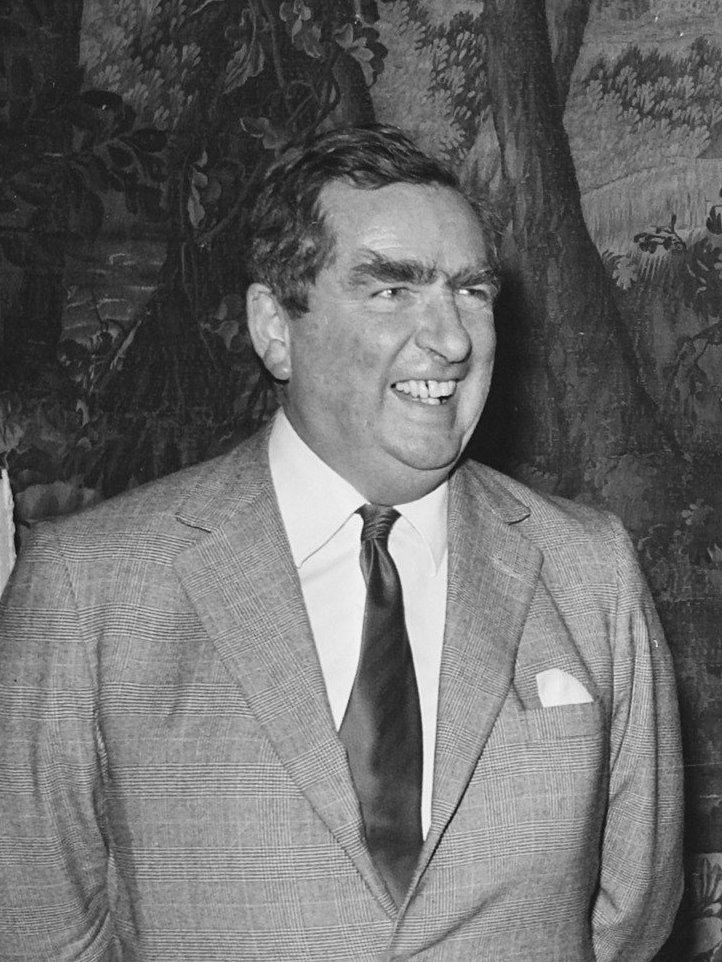
Denis Healey (1974)

Denis Winston Healey, Baron Healey, CH, MBE, PC (* 30. August 1917 in Mottingham, Kent; † 3. Oktober 2015 in Alfriston, Sussex) war ein britischer Labour-Politiker.

## Leben
Healeys zweiter Vorname ehrt Winston Churchill. Healey wurde an der Bradford Grammar School und am Balliol College, Oxford ausgebildet. In Oxford begann er sich für Politik zu interessieren und trat 1937 der Communist Party of Great Britain bei, die er allerdings drei Jahre später wieder verließ. In Oxford begegnete er auch dem späteren konservativen Premierminister Edward Heath, mit dem ihn trotz aller politischen Differenzen eine lebenslange Freundschaft verband.
Während des Zweiten Weltkrieges diente Healey bei den Royal Engineers in Nordafrika, Sizilien und Italien. Er war Landungsoffizier der britischen Angriffsbrigade während der Landung bei Anzio (Operation Shingle). Nach dem Krieg verließ er das Militär im Rang eines Majors und trat der Labour Party bei. Kurz vor den Unterhauswahlen hielt er eine mitreißende und links orientierte Rede vor dem Parteitag, verlor jedoch knapp den Wahlkreis Pudsey and Otley. Er wurde zum Internationalen Sekretär der Labour Party berufen.
Als Major James Milner 1952 zum Peer geadelt wurde, wurde dessen Wahlkreis frei und Healey im Wahlkreis Leeds South East in das Unterhaus gewählt. Von 1955 bis 1992 vertrat er den Wahlkreis Leeds East. Während der 1950er Jahre unterstützte er die Parteirechte der Labour Party und engagierte sich insbesondere in außenpolitischen Fragen. Von 1952 bis 1954 und erneut von 1963 bis 1965 gehörte er auch der beratenden Versammlung des Europarats als Mitglied an. Während der zweiten Periode war er außerdem Mitglied der Versammlung der Westeuropäischen Union.

## Regierungsmitglied
Als Labour 1964 die Unterhauswahlen gewann, trat er als  Verteidigungsminister in das Kabinett ein, dem er fast sechs Jahre angehörte. In dieser Funktion hatte er die Verteidigungsausgaben zu reduzieren und das TSR-2 Flugzeugprogramm einzustellen sowie das Suezabenteuer zu beenden.
1966 gab sein Ministerium ein Defence White Paper heraus welches eine dramatische Reduktion britischer Militärbasen östlich des Suezkanals skizzierte. Sämtliche Basen, welche gegen einheimischen Widerstand gehalten wurden, sollten aufgegeben werden. Hierunter fiel die Übergabe Adens 1967 an eine marxistische Guerillabewegung. Im Zuge der Sicherung der verbleibenden Basen wurden gemäß diesem Plan die Ureinwohner von Diego Garcia deportiert um die Basis gemäß der neuen Doktrin abzusichern.
Während der Oppositionsjahre Anfang der 1970er Jahre spielte Healey die Rolle des Schattenfinanzministers. Oft wurde er (inkorrekt) zitiert, er habe gesagt, dass unter einer Labourregierung „die Reichen besteuert würden, bis die Pfeifen quietschen“. Tatsächlich führte er auf dem Labourparteitag 1973 aus: „Ich warne Euch, dass die aufkommenden Schmerzensschreie der Reichen, ein Spitzensteuersatz von über 80% wäre genug, kommen werden.“
Im März 1974 wurde Healey Schatzkanzler. Healeys Amtszeit als Schatzkanzler wird gelegentlich in Teil I und Teil II aufgeteilt. Die Grenze zwischen diesen beiden Teilen wird zu dem Zeitpunkt angesetzt, als Healey zusammen mit dem Premierminister James Callaghan die Entscheidung traf, um einen IWF-Kredit zu bitten und die britische Wirtschaft der IWF-Überprüfung zu unterwerfen. Teile der Labour Party betrachteten den Übergang von Healey Teil I (in dem eine Vermögenssteuer vorgeschlagen wurde) zu Healey Teil II (verbunden mit einer speziellen Lohnkontrolle durch die Regierung) als Verrat an den linken Idealen der Partei. Nach dem Wahlsieg der Konservativen unter Margaret Thatcher im Mai 1979 trat Geoffrey Howe seine Nachfolge als Schatzkanzler an.

## Person
Healeys buschige Augenbrauen und sein mit sanfter Stimme vorgetragener Esprit verliehen ihm in der Öffentlichkeit eine vorteilhafte Reputation. Der Parodist Mike Yarwood prägte auf ihn das Schlagwort „Silly Billy“ (= verrückter Billy), das Healey übernahm und häufig benutzte. Dennoch verursachte seine direkte Sprache Feindschaften. Er griff einige der linken Widersacher seiner Politik Anfang 1976 „aus diesem kleinen chinesischem Geist“ an, wobei er andeuten wollte, sie seien Maoisten, aber er beleidigte die chinesische Gemeinde. Die Kontroverse über diese Bemerkung trug zu seiner Niederlage bei seinem Kampf um die Nachfolge von Harold Wilson als Parteivorsitzenden bei.
Jene, die ihn gut kannten, kommentierten es mit seiner unbarmherzigen Effizienz als Schatzkanzler. Sein langgedienter Stellvertreter im Schatzamt, Joel Barnett, erwiderte auf eine Bemerkung Dritter, dass „Denis Healey seine eigene Großmutter verkaufen“ würde, witzelnd: „Nein, er würde mich dazu bringen, es für ihn zu tun“.

## Kampf um den Parteivorsitz
Healey wurde 1980 als Favorit für den Labourparteivorsitz als Nachfolger von James Callaghan gehandelt, der ausschließlich von den Labourfraktionsmitgliedern gewählt wurde. Seinen Wahlkampf betrieb er jedoch so selbstgefällig, dass er die Unterstützung der Parteirechten als gesichert ansah. Vier Labour-Abgeordnete jener Zeit, die später als Viererbande bezeichnet wurden, erklärten später, dass sie gegen Healey gestimmt hätten, um einen linken Parteivorsitzenden in der Labour Party zu installieren und so die Gründung ihrer eigenen Partei, der kurz darauf von ihnen gegründeten Social Democratic Party, zu fördern.
Nach seiner Niederlage gegen Michael Foot wurde er dessen Stellvertreter, wurde jedoch bereits im Folgejahr von Tony Benn unter dem neuen Wahlrecht herausgefordert, das individuelle Mitglieder und die Gewerkschaften mit ihren Blockstimmrechten einschloss. Dieser Wahlkampf schwächte die Labour Party im gesamten Sommer 1981 und endete mit einem hauchdünnen Vorsprung von Healey mit 50,426 % gegen Benn mit 49,574 %. Zwei Jahre später, nach der erneuten Niederlage von Labour gegen Thatcher, legte Healey den stellvertretenden Parteivorsitz nieder.
Healey fungierte während der 1980er Jahre über die meiste Zeit als Schatten-Außenminister – ein Amt, das er sehr begehrte. Im Februar 1985 wandte er sich in dieser Funktion gegen die SDI-Pläne der USA und die britische Unterstützung durch Thatcher. Seine Fähigkeit, einen dynamischen Wahlkampf zu führen, wurde häufig gerühmt. Nach den Unterhauswahlen 1987 trat er aus dem Schattenkabinett aus. 1992 trat er auch als Abgeordneter von Leeds zurück und wurde im selben Jahr zu einem Life Peer als Baron Healey of Riddlesden im County of West Yorkshire ernannt.
Nach dem plötzlichen Tod von John Smith unterstützte er Tony Blair als Parteivorsitzenden, kritisierte ihn aber später.

## Sonstiges
1954 gründete Denis Healey zusammen mit Joseph Retinger, David Rockefeller und Prinz Bernhard von den Niederlanden die Bilderberg-Gruppe, aus der später die Bilderberg-Konferenz entstand.
1970 erhielt er den Orden wider den tierischen Ernst des Aachener Karnevalvereins.
Seit dem Tod von Baron Campbell am 30. Juni 2013 war Denis Healey das älteste Mitglied des House of Lords.